# Tour du Danemark 2023
La 32e édition du Tour du Danemark a lieu du 15 au 19 août 2023 entre Aalborg et Elseneur. La course fait partie du calendrier UCI ProSeries 2023 en catégorie 2.Pro. 

## Équipes
20 équipes participent à ce Tour du Danemark - 5 WorldTeams, 9 équipes continentales professionnelles, 5 équipes continentales et 1 équipe nationale :
| WorldTeams (5)- Alpecin-Deceuninck - EF Education-EasyPost - Lidl-Trek - Soudal Quick-Step - Team DSM-Firmenich ProTeams (9)- Bolton Equities Black Spoke Pro Cycling - Green Project-Bardiani CSF-Faizanè - Human Powered Health - Lotto Dstny - Q36.5 Pro Cycling Team - Team Flanders-Baloise - Team Novo Nordisk - Tudor Pro Cycling Team - Uno-X Pro Cycling Team Équipes continentales (5)- BHS-PL Beton Bornholm - ColoQuick - HRE Mazowsze Serce Polski - Leopard TOGT Pro Cycling - Restaurant Suri-Carl Ras Équipe nationale- Danemark |
| |

## Étapes
| Étape     | Date    | Villes étapes         | type                        | Distance (km) | Dénivelé (m) | Vainqueur d'étape | Leader du classement général |
| --------- | ------- | --------------------- | --------------------------- | ------------- | ------------ | ----------------- | ---------------------------- |
| 1re étape | 15 août | Aalborg – Aalborg     | étape de plaine             | 169,9         | 1 383 m      | Søren Wærenskjold | Søren Wærenskjold            |
| 2e étape  | 16 août | Kjellerup – Silkeborg | étape de plaine             | 163,6         | 1 474 m      | Fabio Jakobsen    | Søren Wærenskjold            |
| 3e étape  | 17 août | Vejen – Vejle         | étape vallonnée             | 209           | 1 971 m      | Mattias Skjelmose | Mattias Skjelmose            |
| 4e étape  | 18 août | Kalundborg – Bagsværd | étape de plaine             | 178,4         | 1 197 m      | Fabio Jakobsen    | Mattias Skjelmose            |
| 5e étape  | 19 août | Elseneur – Elseneur   | contre-la-montre individuel | 16,1          | 114 m        | Mads Pedersen     | Mads Pedersen                |

## Déroulement de la course

### 1reétape
| \| Classement de l'étape \| Classement de l'étape \| Classement de l'étape \| Classement de l'étape \| Classement de l'étape \| \| Coureur \| Coureur \| Pays \| Équipe \| Temps \| \| --------------------- \| ------------------------ \| --------------------- \| ---------------------------------- \| --------------------- \| \| 1er \| Søren Wærenskjold \| Norvège \| Uno-X Pro Cycling Team \| 3 h 50 min 10 s \| \| 2e \| Fabio Jakobsen \| Pays-Bas \| Soudal Quick-Step \| + 6 s \| \| 3e \| Mads Pedersen \| Danemark \| Lidl-Trek \| + 6 s \| \| 4e \| Tobias Lund Andresen \| Danemark \| Team DSM-Firmenich \| + 6 s \| \| 5e \| Vito Braet \| Belgique \| Team Flanders-Baloise \| + 6 s \| \| 6e \| Søren Kragh Andersen \| Danemark \| Alpecin-Deceuninck \| + 6 s \| \| 7e \| Sebastian Kolze Changizi \| Danemark \| Tudor Pro Cycling Team \| + 6 s \| \| 8e \| Sebastian Nielsen \| Danemark \| ColoQuick \| + 6 s \| \| 9e \| Andreas Stokbro \| Danemark \| Leopard TOGT Pro Cycling \| + 6 s \| \| 10e \| Luca Colnaghi \| Italie \| Green Project-Bardiani CSF-Faizanè \| + 6 s \| |                          |          |                                    |                 |
| |                          |          |                                    |                 |
| Source : ProCyclingStats |                          |          |                                    |                 |
| Classement de l'étape |                          |          |                                    |                 |
| Coureur | Coureur                  | Pays     | Équipe                             | Temps           |
| 1er | Søren Wærenskjold        | Norvège  | Uno-X Pro Cycling Team             | 3 h 50 min 10 s |
| 2e | Fabio Jakobsen           | Pays-Bas | Soudal Quick-Step                  | + 6 s           |
| 3e | Mads Pedersen            | Danemark | Lidl-Trek                          | + 6 s           |
| 4e | Tobias Lund Andresen     | Danemark | Team DSM-Firmenich                 | + 6 s           |
| 5e | Vito Braet               | Belgique | Team Flanders-Baloise              | + 6 s           |
| 6e | Søren Kragh Andersen     | Danemark | Alpecin-Deceuninck                 | + 6 s           |
| 7e | Sebastian Kolze Changizi | Danemark | Tudor Pro Cycling Team             | + 6 s           |
| 8e | Sebastian Nielsen        | Danemark | ColoQuick                          | + 6 s           |
| 9e | Andreas Stokbro          | Danemark | Leopard TOGT Pro Cycling           | + 6 s           |
| 10e | Luca Colnaghi            | Italie   | Green Project-Bardiani CSF-Faizanè | + 6 s           |

| \| Classement général \| Classement général \| Classement général \| Classement général \| Classement général \| \| Coureur \| Coureur \| Pays \| Équipe \| Temps \| \| ------------------ \| ------------------------ \| ------------------ \| ------------------------ \| ------------------ \| \| 1er \| Søren Wærenskjold \| Norvège \| Uno-X Pro Cycling Team \| 3 h 50 min 00 s \| \| 2e \| Fabio Jakobsen \| Pays-Bas \| Soudal Quick-Step \| + 10 s \| \| 3e \| Mads Pedersen \| Danemark \| Lidl-Trek \| + 12 s \| \| 4e \| Filippo Ridolfo \| Italie \| Team Novo Nordisk \| + 14 s \| \| 5e \| Tobias Lund Andresen \| Danemark \| Team DSM-Firmenich \| + 16 s \| \| 6e \| Vito Braet \| Belgique \| Team Flanders-Baloise \| + 16 s \| \| 7e \| Søren Kragh Andersen \| Danemark \| Alpecin-Deceuninck \| + 16 s \| \| 8e \| Sebastian Kolze Changizi \| Danemark \| Tudor Pro Cycling Team \| + 16 s \| \| 9e \| Sebastian Nielsen \| Danemark \| ColoQuick \| + 16 s \| \| 10e \| Andreas Stokbro \| Danemark \| Leopard TOGT Pro Cycling \| + 16 s \| |                          |          |                          |                 |
| |                          |          |                          |                 |
| Source : ProCyclingStats |                          |          |                          |                 |
| Classement général |                          |          |                          |                 |
| Coureur | Coureur                  | Pays     | Équipe                   | Temps           |
| 1er | Søren Wærenskjold        | Norvège  | Uno-X Pro Cycling Team   | 3 h 50 min 00 s |
| 2e | Fabio Jakobsen           | Pays-Bas | Soudal Quick-Step        | + 10 s          |
| 3e | Mads Pedersen            | Danemark | Lidl-Trek                | + 12 s          |
| 4e | Filippo Ridolfo          | Italie   | Team Novo Nordisk        | + 14 s          |
| 5e | Tobias Lund Andresen     | Danemark | Team DSM-Firmenich       | + 16 s          |
| 6e | Vito Braet               | Belgique | Team Flanders-Baloise    | + 16 s          |
| 7e | Søren Kragh Andersen     | Danemark | Alpecin-Deceuninck       | + 16 s          |
| 8e | Sebastian Kolze Changizi | Danemark | Tudor Pro Cycling Team   | + 16 s          |
| 9e | Sebastian Nielsen        | Danemark | ColoQuick                | + 16 s          |
| 10e | Andreas Stokbro          | Danemark | Leopard TOGT Pro Cycling | + 16 s          |

### 2eétape
| \| Classement de l'étape \| Classement de l'étape \| Classement de l'étape \| Classement de l'étape \| Classement de l'étape \| \| Coureur \| Coureur \| Pays \| Équipe \| Temps \| \| --------------------- \| --------------------- \| --------------------- \| ---------------------------------- \| --------------------- \| \| 1er \| Fabio Jakobsen \| Pays-Bas \| Soudal Quick-Step \| 3 h 41 min 09 s \| \| 2e \| Søren Wærenskjold \| Norvège \| Uno-X Pro Cycling Team \| + 0 s \| \| 3e \| Søren Kragh Andersen \| Danemark \| Alpecin-Deceuninck \| + 0 s \| \| 4e \| Tobias Lund Andresen \| Danemark \| Team DSM-Firmenich \| + 0 s \| \| 5e \| Mads Pedersen \| Danemark \| Lidl-Trek \| + 0 s \| \| 6e \| Mattias Skjelmose \| Danemark \| Lidl-Trek \| + 0 s \| \| 7e \| Magnus Cort Nielsen \| Danemark \| EF Education-EasyPost \| + 0 s \| \| 8e \| Jensen Plowright \| Australie \| Alpecin-Deceuninck \| + 0 s \| \| 9e \| Matyáš Kopecký \| Tchéquie \| Team Novo Nordisk \| + 0 s \| \| 10e \| Filippo Magli \| Italie \| Green Project-Bardiani CSF-Faizanè \| + 0 s \| |                      |           |                                    |                 |
| |                      |           |                                    |                 |
| Source : ProCyclingStats |                      |           |                                    |                 |
| Classement de l'étape |                      |           |                                    |                 |
| Coureur | Coureur              | Pays      | Équipe                             | Temps           |
| 1er | Fabio Jakobsen       | Pays-Bas  | Soudal Quick-Step                  | 3 h 41 min 09 s |
| 2e | Søren Wærenskjold    | Norvège   | Uno-X Pro Cycling Team             | + 0 s           |
| 3e | Søren Kragh Andersen | Danemark  | Alpecin-Deceuninck                 | + 0 s           |
| 4e | Tobias Lund Andresen | Danemark  | Team DSM-Firmenich                 | + 0 s           |
| 5e | Mads Pedersen        | Danemark  | Lidl-Trek                          | + 0 s           |
| 6e | Mattias Skjelmose    | Danemark  | Lidl-Trek                          | + 0 s           |
| 7e | Magnus Cort Nielsen  | Danemark  | EF Education-EasyPost              | + 0 s           |
| 8e | Jensen Plowright     | Australie | Alpecin-Deceuninck                 | + 0 s           |
| 9e | Matyáš Kopecký       | Tchéquie  | Team Novo Nordisk                  | + 0 s           |
| 10e | Filippo Magli        | Italie    | Green Project-Bardiani CSF-Faizanè | + 0 s           |

| \| Classement général \| Classement général \| Classement général \| Classement général \| Classement général \| \| Coureur \| Coureur \| Pays \| Équipe \| Temps \| \| ------------------ \| ------------------------ \| ------------------ \| ---------------------- \| ------------------ \| \| 1er \| Søren Wærenskjold \| Norvège \| Uno-X Pro Cycling Team \| 7 h 31 min 03 s \| \| 2e \| Fabio Jakobsen \| Pays-Bas \| Soudal Quick-Step \| + 6 s \| \| 3e \| Mads Pedersen \| Danemark \| Lidl-Trek \| + 18 s \| \| 4e \| Søren Kragh Andersen \| Danemark \| Alpecin-Deceuninck \| + 18 s \| \| 5e \| Filippo Ridolfo \| Italie \| Team Novo Nordisk \| + 20 s \| \| 6e \| Tobias Lund Andresen \| Danemark \| Team DSM-Firmenich \| + 22 s \| \| 7e \| Vito Braet \| Belgique \| Team Flanders-Baloise \| + 22 s \| \| 8e \| Sebastian Kolze Changizi \| Danemark \| Tudor Pro Cycling Team \| + 22 s \| \| 9e \| Matyáš Kopecký \| Tchéquie \| Team Novo Nordisk \| + 22 s \| \| 10e \| Sebastian Nielsen \| Danemark \| ColoQuick \| + 22 s \| |                          |          |                        |                 |
| |                          |          |                        |                 |
| Source : ProCyclingStats |                          |          |                        |                 |
| Classement général |                          |          |                        |                 |
| Coureur | Coureur                  | Pays     | Équipe                 | Temps           |
| 1er | Søren Wærenskjold        | Norvège  | Uno-X Pro Cycling Team | 7 h 31 min 03 s |
| 2e | Fabio Jakobsen           | Pays-Bas | Soudal Quick-Step      | + 6 s           |
| 3e | Mads Pedersen            | Danemark | Lidl-Trek              | + 18 s          |
| 4e | Søren Kragh Andersen     | Danemark | Alpecin-Deceuninck     | + 18 s          |
| 5e | Filippo Ridolfo          | Italie   | Team Novo Nordisk      | + 20 s          |
| 6e | Tobias Lund Andresen     | Danemark | Team DSM-Firmenich     | + 22 s          |
| 7e | Vito Braet               | Belgique | Team Flanders-Baloise  | + 22 s          |
| 8e | Sebastian Kolze Changizi | Danemark | Tudor Pro Cycling Team | + 22 s          |
| 9e | Matyáš Kopecký           | Tchéquie | Team Novo Nordisk      | + 22 s          |
| 10e | Sebastian Nielsen        | Danemark | ColoQuick              | + 22 s          |

### 3eétape
| \| Classement de l'étape \| Classement de l'étape \| Classement de l'étape \| Classement de l'étape \| Classement de l'étape \| \| Coureur \| Coureur \| Pays \| Équipe \| Temps \| \| --------------------- \| --------------------- \| --------------------- \| ---------------------- \| --------------------- \| \| 1er \| Mattias Skjelmose \| Danemark \| Lidl-Trek \| 4 h 59 min 31 s \| \| 2e \| Mads Pedersen \| Danemark \| Lidl-Trek \| + 10 s \| \| 3e \| Magnus Cort Nielsen \| Danemark \| EF Education-EasyPost \| + 43 s \| \| 4e \| Nicola Conci \| Italie \| Alpecin-Deceuninck \| + 46 s \| \| 5e \| Florian Vermeersch \| Belgique \| Lotto Dstny \| + 49 s \| \| 6e \| Alexander Kamp \| Danemark \| Tudor Pro Cycling Team \| + 51 s \| \| 7e \| Toms Skujiņš \| Lettonie \| Lidl-Trek \| + 1 min 10 s \| \| 8e \| Tobias Svarre \| Danemark \| ColoQuick \| + 1 min 10 s \| \| 9e \| Michael Valgren \| Danemark \| EF Education-EasyPost \| + 1 min 15 s \| \| 10e \| Kristian Sbaragli \| Italie \| Alpecin-Deceuninck \| + 1 min 15 s \| |                     |          |                        |                 |
| |                     |          |                        |                 |
| Source : ProCyclingStats |                     |          |                        |                 |
| Classement de l'étape |                     |          |                        |                 |
| Coureur | Coureur             | Pays     | Équipe                 | Temps           |
| 1er | Mattias Skjelmose   | Danemark | Lidl-Trek              | 4 h 59 min 31 s |
| 2e | Mads Pedersen       | Danemark | Lidl-Trek              | + 10 s          |
| 3e | Magnus Cort Nielsen | Danemark | EF Education-EasyPost  | + 43 s          |
| 4e | Nicola Conci        | Italie   | Alpecin-Deceuninck     | + 46 s          |
| 5e | Florian Vermeersch  | Belgique | Lotto Dstny            | + 49 s          |
| 6e | Alexander Kamp      | Danemark | Tudor Pro Cycling Team | + 51 s          |
| 7e | Toms Skujiņš        | Lettonie | Lidl-Trek              | + 1 min 10 s    |
| 8e | Tobias Svarre       | Danemark | ColoQuick              | + 1 min 10 s    |
| 9e | Michael Valgren     | Danemark | EF Education-EasyPost  | + 1 min 15 s    |
| 10e | Kristian Sbaragli   | Italie   | Alpecin-Deceuninck     | + 1 min 15 s    |

| \| Classement général \| Classement général \| Classement général \| Classement général \| Classement général \| \| Coureur \| Coureur \| Pays \| Équipe \| Temps \| \| ------------------ \| ------------------- \| ------------------ \| ---------------------- \| ------------------ \| \| 1er \| Mattias Skjelmose \| Danemark \| Lidl-Trek \| 12 h 30 min 46 s \| \| 2e \| Mads Pedersen \| Danemark \| Lidl-Trek \| + 10 s \| \| 3e \| Magnus Cort Nielsen \| Danemark \| EF Education-EasyPost \| + 49 s \| \| 4e \| Nicola Conci \| Italie \| Alpecin-Deceuninck \| + 56 s \| \| 5e \| Florian Vermeersch \| Belgique \| Lotto Dstny \| + 59 s \| \| 6e \| Alexander Kamp \| Danemark \| Tudor Pro Cycling Team \| + 1 min 01 s \| \| 7e \| Søren Wærenskjold \| Norvège \| Uno-X Pro Cycling Team \| + 1 min 09 s \| \| 8e \| Toms Skujiņš \| Lettonie \| Lidl-Trek \| + 1 min 20 s \| \| 9e \| Kristian Sbaragli \| Italie \| Alpecin-Deceuninck \| + 1 min 25 s \| \| 10e \| Brent Van Moer \| Belgique \| Lotto Dstny \| + 1 min 26 s \| |                     |          |                        |                  |
| |                     |          |                        |                  |
| Source : ProCyclingStats |                     |          |                        |                  |
| Classement général |                     |          |                        |                  |
| Coureur | Coureur             | Pays     | Équipe                 | Temps            |
| 1er | Mattias Skjelmose   | Danemark | Lidl-Trek              | 12 h 30 min 46 s |
| 2e | Mads Pedersen       | Danemark | Lidl-Trek              | + 10 s           |
| 3e | Magnus Cort Nielsen | Danemark | EF Education-EasyPost  | + 49 s           |
| 4e | Nicola Conci        | Italie   | Alpecin-Deceuninck     | + 56 s           |
| 5e | Florian Vermeersch  | Belgique | Lotto Dstny            | + 59 s           |
| 6e | Alexander Kamp      | Danemark | Tudor Pro Cycling Team | + 1 min 01 s     |
| 7e | Søren Wærenskjold   | Norvège  | Uno-X Pro Cycling Team | + 1 min 09 s     |
| 8e | Toms Skujiņš        | Lettonie | Lidl-Trek              | + 1 min 20 s     |
| 9e | Kristian Sbaragli   | Italie   | Alpecin-Deceuninck     | + 1 min 25 s     |
| 10e | Brent Van Moer      | Belgique | Lotto Dstny            | + 1 min 26 s     |

### 4eétape
| \| Classement de l'étape \| Classement de l'étape \| Classement de l'étape \| Classement de l'étape \| Classement de l'étape \| \| Coureur \| Coureur \| Pays \| Équipe \| Temps \| \| --------------------- \| --------------------- \| --------------------- \| ---------------------------------- \| --------------------- \| \| 1er \| Fabio Jakobsen \| Pays-Bas \| Soudal Quick-Step \| 4 h 00 min 36 s \| \| 2e \| Mads Pedersen \| Danemark \| Lidl-Trek \| + 0 s \| \| 3e \| Luca Colnaghi \| Italie \| Green Project-Bardiani CSF-Faizanè \| + 0 s \| \| 4e \| Søren Wærenskjold \| Norvège \| Uno-X Pro Cycling Team \| + 0 s \| \| 5e \| Jensen Plowright \| Australie \| Alpecin-Deceuninck \| + 0 s \| \| 6e \| Alexander Salby \| Danemark \| Danemark \| + 0 s \| \| 7e \| Tobias Lund Andresen \| Danemark \| Team DSM-Firmenich \| + 0 s \| \| 8e \| Matteo Moschetti \| Italie \| Q36.5 Pro Cycling Team \| + 0 s \| \| 9e \| Andrea Peron \| Italie \| Team Novo Nordisk \| + 0 s \| \| 10e \| Sebastian Nielsen \| Danemark \| ColoQuick \| + 0 s \| |                      |           |                                    |                 |
| |                      |           |                                    |                 |
| Source : ProCyclingStats |                      |           |                                    |                 |
| Classement de l'étape |                      |           |                                    |                 |
| Coureur | Coureur              | Pays      | Équipe                             | Temps           |
| 1er | Fabio Jakobsen       | Pays-Bas  | Soudal Quick-Step                  | 4 h 00 min 36 s |
| 2e | Mads Pedersen        | Danemark  | Lidl-Trek                          | + 0 s           |
| 3e | Luca Colnaghi        | Italie    | Green Project-Bardiani CSF-Faizanè | + 0 s           |
| 4e | Søren Wærenskjold    | Norvège   | Uno-X Pro Cycling Team             | + 0 s           |
| 5e | Jensen Plowright     | Australie | Alpecin-Deceuninck                 | + 0 s           |
| 6e | Alexander Salby      | Danemark  | Danemark                           | + 0 s           |
| 7e | Tobias Lund Andresen | Danemark  | Team DSM-Firmenich                 | + 0 s           |
| 8e | Matteo Moschetti     | Italie    | Q36.5 Pro Cycling Team             | + 0 s           |
| 9e | Andrea Peron         | Italie    | Team Novo Nordisk                  | + 0 s           |
| 10e | Sebastian Nielsen    | Danemark  | ColoQuick                          | + 0 s           |

| \| Classement général \| Classement général \| Classement général \| Classement général \| Classement général \| \| Coureur \| Coureur \| Pays \| Équipe \| Temps \| \| ------------------ \| ------------------- \| ------------------ \| ------------------------ \| ------------------ \| \| 1er \| Mattias Skjelmose \| Danemark \| Lidl-Trek \| 16 h 31 min 22 s \| \| 2e \| Mads Pedersen \| Danemark \| Lidl-Trek \| + 4 s \| \| 3e \| Magnus Cort Nielsen \| Danemark \| EF Education-EasyPost \| + 49 s \| \| 4e \| Nicola Conci \| Italie \| Alpecin-Deceuninck \| + 1 min 04 s \| \| 5e \| Florian Vermeersch \| Belgique \| Lotto Dstny \| + 1 min 07 s \| \| 6e \| Søren Wærenskjold \| Norvège \| Uno-X Pro Cycling Team \| + 1 min 09 s \| \| 7e \| Alexander Kamp \| Danemark \| Tudor Pro Cycling Team \| + 1 min 14 s \| \| 8e \| Brent Van Moer \| Belgique \| Lotto Dstny \| + 1 min 26 s \| \| 9e \| Vito Braet \| Belgique \| Team Flanders-Baloise \| + 1 min 31 s \| \| 10e \| Magnus Bak Klaris \| Danemark \| Restaurant Suri-Carl Ras \| + 1 min 31 s \| |                     |          |                          |                  |
| |                     |          |                          |                  |
| Source : ProCyclingStats |                     |          |                          |                  |
| Classement général |                     |          |                          |                  |
| Coureur | Coureur             | Pays     | Équipe                   | Temps            |
| 1er | Mattias Skjelmose   | Danemark | Lidl-Trek                | 16 h 31 min 22 s |
| 2e | Mads Pedersen       | Danemark | Lidl-Trek                | + 4 s            |
| 3e | Magnus Cort Nielsen | Danemark | EF Education-EasyPost    | + 49 s           |
| 4e | Nicola Conci        | Italie   | Alpecin-Deceuninck       | + 1 min 04 s     |
| 5e | Florian Vermeersch  | Belgique | Lotto Dstny              | + 1 min 07 s     |
| 6e | Søren Wærenskjold   | Norvège  | Uno-X Pro Cycling Team   | + 1 min 09 s     |
| 7e | Alexander Kamp      | Danemark | Tudor Pro Cycling Team   | + 1 min 14 s     |
| 8e | Brent Van Moer      | Belgique | Lotto Dstny              | + 1 min 26 s     |
| 9e | Vito Braet          | Belgique | Team Flanders-Baloise    | + 1 min 31 s     |
| 10e | Magnus Bak Klaris   | Danemark | Restaurant Suri-Carl Ras | + 1 min 31 s     |

### 5eétape
| \| Classement de l'étape \| Classement de l'étape \| Classement de l'étape \| Classement de l'étape \| Classement de l'étape \| \| Coureur \| Coureur \| Pays \| Équipe \| Temps \| \| --------------------- \| --------------------- \| --------------------- \| ---------------------- \| --------------------- \| \| 1er \| Mads Pedersen \| Danemark \| Lidl-Trek \| 17 min 50 s \| \| 2e \| Søren Wærenskjold \| Norvège \| Uno-X Pro Cycling Team \| + 24 s \| \| 3e \| Magnus Cort Nielsen \| Danemark \| EF Education-EasyPost \| + 34 s \| \| 4e \| Daan Hoole \| Pays-Bas \| Lidl-Trek \| + 35 s \| \| 5e \| Mattias Skjelmose \| Danemark \| Lidl-Trek \| + 45 s \| \| 6e \| Niklas Larsen \| Danemark \| Uno-X Pro Cycling Team \| + 50 s \| \| 7e \| Casper Pedersen \| Danemark \| Soudal Quick-Step \| + 54 s \| \| 8e \| Josef Černý \| Tchéquie \| Soudal Quick-Step \| + 58 s \| \| 9e \| Florian Vermeersch \| Belgique \| Lotto Dstny \| + 1 min 00 s \| \| 10e \| Frederik Muff \| Danemark \| ColoQuick \| + 1 min 00 s \| |                     |          |                        |              |
| |                     |          |                        |              |
| Source : ProCyclingStats |                     |          |                        |              |
| Classement de l'étape |                     |          |                        |              |
| Coureur | Coureur             | Pays     | Équipe                 | Temps        |
| 1er | Mads Pedersen       | Danemark | Lidl-Trek              | 17 min 50 s  |
| 2e | Søren Wærenskjold   | Norvège  | Uno-X Pro Cycling Team | + 24 s       |
| 3e | Magnus Cort Nielsen | Danemark | EF Education-EasyPost  | + 34 s       |
| 4e | Daan Hoole          | Pays-Bas | Lidl-Trek              | + 35 s       |
| 5e | Mattias Skjelmose   | Danemark | Lidl-Trek              | + 45 s       |
| 6e | Niklas Larsen       | Danemark | Uno-X Pro Cycling Team | + 50 s       |
| 7e | Casper Pedersen     | Danemark | Soudal Quick-Step      | + 54 s       |
| 8e | Josef Černý         | Tchéquie | Soudal Quick-Step      | + 58 s       |
| 9e | Florian Vermeersch  | Belgique | Lotto Dstny            | + 1 min 00 s |
| 10e | Frederik Muff       | Danemark | ColoQuick              | + 1 min 00 s |

## Classements finals

### Classement général
| \| Classement général \| Classement général \| Classement général \| Classement général \| Classement général \| \| Coureur \| Coureur \| Pays \| Équipe \| Temps \| \| ------------------ \| ------------------- \| ------------------ \| ------------------------ \| ------------------ \| \| 1er \| Mads Pedersen \| Danemark \| Lidl-Trek \| 16 h 49 min 16 s \| \| 2e \| Mattias Skjelmose \| Danemark \| Lidl-Trek \| + 41 s \| \| 3e \| Magnus Cort Nielsen \| Danemark \| EF Education-EasyPost \| + 1 min 19 s \| \| 4e \| Søren Wærenskjold \| Norvège \| Uno-X Pro Cycling Team \| + 1 min 29 s \| \| 5e \| Florian Vermeersch \| Belgique \| Lotto Dstny \| + 2 min 03 s \| \| 6e \| Alexander Kamp \| Danemark \| Tudor Pro Cycling Team \| + 2 min 12 s \| \| 7e \| Brent Van Moer \| Belgique \| Lotto Dstny \| + 2 min 28 s \| \| 8e \| Mathias Bregnhøj \| Danemark \| Leopard TOGT Pro Cycling \| + 2 min 28 s \| \| 9e \| Toms Skujiņš \| Lettonie \| Lidl-Trek \| + 2 min 30 s \| \| 10e \| Magnus Bak Klaris \| Danemark \| Restaurant Suri-Carl Ras \| + 2 min 34 s \| |                     |          |                          |                  |
| |                     |          |                          |                  |
| Source : ProCyclingStats |                     |          |                          |                  |
| Classement général |                     |          |                          |                  |
| Coureur | Coureur             | Pays     | Équipe                   | Temps            |
| 1er | Mads Pedersen       | Danemark | Lidl-Trek                | 16 h 49 min 16 s |
| 2e | Mattias Skjelmose   | Danemark | Lidl-Trek                | + 41 s           |
| 3e | Magnus Cort Nielsen | Danemark | EF Education-EasyPost    | + 1 min 19 s     |
| 4e | Søren Wærenskjold   | Norvège  | Uno-X Pro Cycling Team   | + 1 min 29 s     |
| 5e | Florian Vermeersch  | Belgique | Lotto Dstny              | + 2 min 03 s     |
| 6e | Alexander Kamp      | Danemark | Tudor Pro Cycling Team   | + 2 min 12 s     |
| 7e | Brent Van Moer      | Belgique | Lotto Dstny              | + 2 min 28 s     |
| 8e | Mathias Bregnhøj    | Danemark | Leopard TOGT Pro Cycling | + 2 min 28 s     |
| 9e | Toms Skujiņš        | Lettonie | Lidl-Trek                | + 2 min 30 s     |
| 10e | Magnus Bak Klaris   | Danemark | Restaurant Suri-Carl Ras | + 2 min 34 s     |

| Classement par points | Classement par points | Classement par points | Classement par points              | Classement par points |
| Coureur               | Coureur               | Pays                  | Équipe                             | Points                |
| --------------------- | --------------------- | --------------------- | ---------------------------------- | --------------------- |
| 1er                   | Mads Pedersen         | Danemark              | Lidl-Trek                          | 57 pts                |
| 2e                    | Søren Wærenskjold     | Norvège               | Uno-X Pro Cycling Team             | 48 pts                |
| 3e                    | Fabio Jakobsen        | Pays-Bas              | Soudal Quick-Step                  | 42 pts                |
| 4e                    | Mattias Skjelmose     | Danemark              | Lidl-Trek                          | 30 pts                |
| 5e                    | Magnus Cort Nielsen   | Danemark              | EF Education-EasyPost              | 26 pts                |
| 6e                    | Tobias Lund Andresen  | Danemark              | Team DSM-Firmenich                 | 24 pts                |
| 7e                    | Søren Kragh Andersen  | Danemark              | Alpecin-Deceuninck                 | 17 pts                |
| 8e                    | Luca Colnaghi         | Italie                | Green Project-Bardiani CSF-Faizanè | 13 pts                |
| 9e                    | Jensen Plowright      | Australie             | Alpecin-Deceuninck                 | 13 pts                |
| 10e                   | Florian Vermeersch    | Belgique              | Lotto Dstny                        | 12 pts                |

| Classement par points | Classement par points | Classement par points | Classement par points              | Classement par points |
| Coureur               | Coureur               | Pays                  | Équipe                             | Points                |
| --------------------- | --------------------- | --------------------- | ---------------------------------- | --------------------- |
| 1er                   | Mads Pedersen         | Danemark              | Lidl-Trek                          | 57 pts                |
| 2e                    | Søren Wærenskjold     | Norvège               | Uno-X Pro Cycling Team             | 48 pts                |
| 3e                    | Fabio Jakobsen        | Pays-Bas              | Soudal Quick-Step                  | 42 pts                |
| 4e                    | Mattias Skjelmose     | Danemark              | Lidl-Trek                          | 30 pts                |
| 5e                    | Magnus Cort Nielsen   | Danemark              | EF Education-EasyPost              | 26 pts                |
| 6e                    | Tobias Lund Andresen  | Danemark              | Team DSM-Firmenich                 | 24 pts                |
| 7e                    | Søren Kragh Andersen  | Danemark              | Alpecin-Deceuninck                 | 17 pts                |
| 8e                    | Luca Colnaghi         | Italie                | Green Project-Bardiani CSF-Faizanè | 13 pts                |
| 9e                    | Jensen Plowright      | Australie             | Alpecin-Deceuninck                 | 13 pts                |
| 10e                   | Florian Vermeersch    | Belgique              | Lotto Dstny                        | 12 pts                |

| Classement de la montagne | Classement de la montagne | Classement de la montagne | Classement de la montagne | Classement de la montagne |
| Coureur                   | Coureur                   | Pays                      | Équipe                    | Points                    |
| ------------------------- | ------------------------- | ------------------------- | ------------------------- | ------------------------- |
| 1er                       | Nicklas Amdi Pedersen     | Danemark                  | ColoQuick                 | 40 pts                    |
| 2e                        | Jeppe Aaskov Pallesen     | Danemark                  | HRE Mazowsze Serce Polski | 32 pts                    |
| 3e                        | Wessel Krul               | Pays-Bas                  | Human Powered Health      | 26 pts                    |
| 4e                        | Frederik Irgens           | Danemark                  | BHS-PL Beton Bornholm     | 22 pts                    |
| 5e                        | Mads Østergaard           | Danemark                  | Leopard TOGT Pro Cycling  | 20 pts                    |
| 6e                        | Henrik Pedersen           | Danemark                  | ColoQuick                 | 18 pts                    |
| 7e                        | Nikolaj Mengel            | Danemark                  | BHS-PL Beton Bornholm     | 16 pts                    |
| 8e                        | Emil Vinjebo              | Danemark                  | Leopard TOGT Pro Cycling  | 12 pts                    |
| 9e                        | Simon Pellaud             | Suisse                    | Tudor Pro Cycling Team    | 10 pts                    |
| 10e                       | Jules Hesters             | Belgique                  | Team Flanders-Baloise     | 8 pts                     |

| Classement de la montagne | Classement de la montagne | Classement de la montagne | Classement de la montagne | Classement de la montagne |
| Coureur                   | Coureur                   | Pays                      | Équipe                    | Points                    |
| ------------------------- | ------------------------- | ------------------------- | ------------------------- | ------------------------- |
| 1er                       | Nicklas Amdi Pedersen     | Danemark                  | ColoQuick                 | 40 pts                    |
| 2e                        | Jeppe Aaskov Pallesen     | Danemark                  | HRE Mazowsze Serce Polski | 32 pts                    |
| 3e                        | Wessel Krul               | Pays-Bas                  | Human Powered Health      | 26 pts                    |
| 4e                        | Frederik Irgens           | Danemark                  | BHS-PL Beton Bornholm     | 22 pts                    |
| 5e                        | Mads Østergaard           | Danemark                  | Leopard TOGT Pro Cycling  | 20 pts                    |
| 6e                        | Henrik Pedersen           | Danemark                  | ColoQuick                 | 18 pts                    |
| 7e                        | Nikolaj Mengel            | Danemark                  | BHS-PL Beton Bornholm     | 16 pts                    |
| 8e                        | Emil Vinjebo              | Danemark                  | Leopard TOGT Pro Cycling  | 12 pts                    |
| 9e                        | Simon Pellaud             | Suisse                    | Tudor Pro Cycling Team    | 10 pts                    |
| 10e                       | Jules Hesters             | Belgique                  | Team Flanders-Baloise     | 8 pts                     |

| Classement du meilleur jeune | Classement du meilleur jeune | Classement du meilleur jeune | Classement du meilleur jeune            | Classement du meilleur jeune |
| Coureur                      | Coureur                      | Pays                         | Équipe                                  | Temps                        |
| ---------------------------- | ---------------------------- | ---------------------------- | --------------------------------------- | ---------------------------- |
| 1er                          | Logan Currie                 | Nouvelle-Zélande             | Bolton Equities Black Spoke Pro Cycling | 16 h 52 min 07 s             |
| 2e                           | Tobias Svarre                | Danemark                     | ColoQuick                               | + 27 s                       |
| 3e                           | Kasper Andersen              | Danemark                     | Danemark                                | + 1 min 13 s                 |
| 4e                           | Matyáš Kopecký               | Tchéquie                     | Team Novo Nordisk                       | + 3 min 09 s                 |
| 5e                           | Jenno Berckmoes              | Belgique                     | Team Flanders-Baloise                   | + 4 min 59 s                 |
| 6e                           | Robin Juel Skivild           | Danemark                     | Leopard TOGT Pro Cycling                | + 5 min 11 s                 |
| 7e                           | Marco Brenner                | Allemagne                    | Team DSM-Firmenich                      | + 7 min 26 s                 |
| 8e                           | Martin Svrček                | Slovaquie                    | Soudal Quick-Step                       | + 10 min 24 s                |
| 9e                           | Tobias Lund Andresen         | Danemark                     | Team DSM-Firmenich                      | + 11 min 54 s                |
| 10e                          | Filippo Ridolfo              | Italie                       | Team Novo Nordisk                       | + 15 min 37 s                |

| Classement du meilleur jeune | Classement du meilleur jeune | Classement du meilleur jeune | Classement du meilleur jeune            | Classement du meilleur jeune |
| Coureur                      | Coureur                      | Pays                         | Équipe                                  | Temps                        |
| ---------------------------- | ---------------------------- | ---------------------------- | --------------------------------------- | ---------------------------- |
| 1er                          | Logan Currie                 | Nouvelle-Zélande             | Bolton Equities Black Spoke Pro Cycling | 16 h 52 min 07 s             |
| 2e                           | Tobias Svarre                | Danemark                     | ColoQuick                               | + 27 s                       |
| 3e                           | Kasper Andersen              | Danemark                     | Danemark                                | + 1 min 13 s                 |
| 4e                           | Matyáš Kopecký               | Tchéquie                     | Team Novo Nordisk                       | + 3 min 09 s                 |
| 5e                           | Jenno Berckmoes              | Belgique                     | Team Flanders-Baloise                   | + 4 min 59 s                 |
| 6e                           | Robin Juel Skivild           | Danemark                     | Leopard TOGT Pro Cycling                | + 5 min 11 s                 |
| 7e                           | Marco Brenner                | Allemagne                    | Team DSM-Firmenich                      | + 7 min 26 s                 |
| 8e                           | Martin Svrček                | Slovaquie                    | Soudal Quick-Step                       | + 10 min 24 s                |
| 9e                           | Tobias Lund Andresen         | Danemark                     | Team DSM-Firmenich                      | + 11 min 54 s                |
| 10e                          | Filippo Ridolfo              | Italie                       | Team Novo Nordisk                       | + 15 min 37 s                |

| Classement par équipes | Classement par équipes    | Classement par équipes | Classement par équipes |
| Équipe                 | Équipe                    | Pays                   | Temps                  |
| ---------------------- | ------------------------- | ---------------------- | ---------------------- |
| 1re                    | Lidl-Trek                 | États-Unis             | 50 h 30 min 36 s       |
| 2e                     | EF Education-EasyPost     | États-Unis             | + 4 min 36 s           |
| 3e                     | Leopard TOGT Pro Cycling  | Danemark               | + 5 min 27 s           |
| 4e                     | Alpecin-Deceuninck        | Belgique               | + 5 min 33 s           |
| 5e                     | Tudor Pro Cycling Team    | Suisse                 | + 5 min 58 s           |
| 6e                     | HRE Mazowsze Serce Polski | Pologne                | + 7 min 52 s           |
| 7e                     | Lotto Dstny               | Belgique               | + 10 min 42 s          |
| 8e                     | Soudal Quick-Step         | Belgique               | + 10 min 58 s          |
| 9e                     | Team Flanders-Baloise     | Belgique               | + 11 min 41 s          |
| 10e                    | Uno-X Pro Cycling Team    | Norvège                | + 13 min 57 s          |

| Classement par équipes | Classement par équipes    | Classement par équipes | Classement par équipes |
| Équipe                 | Équipe                    | Pays                   | Temps                  |
| ---------------------- | ------------------------- | ---------------------- | ---------------------- |
| 1re                    | Lidl-Trek                 | États-Unis             | 50 h 30 min 36 s       |
| 2e                     | EF Education-EasyPost     | États-Unis             | + 4 min 36 s           |
| 3e                     | Leopard TOGT Pro Cycling  | Danemark               | + 5 min 27 s           |
| 4e                     | Alpecin-Deceuninck        | Belgique               | + 5 min 33 s           |
| 5e                     | Tudor Pro Cycling Team    | Suisse                 | + 5 min 58 s           |
| 6e                     | HRE Mazowsze Serce Polski | Pologne                | + 7 min 52 s           |
| 7e                     | Lotto Dstny               | Belgique               | + 10 min 42 s          |
| 8e                     | Soudal Quick-Step         | Belgique               | + 10 min 58 s          |
| 9e                     | Team Flanders-Baloise     | Belgique               | + 11 min 41 s          |
| 10e                    | Uno-X Pro Cycling Team    | Norvège                | + 13 min 57 s          |

## Évolution des classements
| Étape            | Vainqueur         | Classement général | Classement par points | Classement de la montagne | Classement du meilleur jeune | Classement de la combativité | Classement par équipes |
| ---------------- | ----------------- | ------------------ | --------------------- | ------------------------- | ---------------------------- | ---------------------------- | ---------------------- |
| 1                | Søren Wærenskjold | Søren Wærenskjold  | Søren Wærenskjold     | Mads Østergaard           | Filippo Ridolfo              | Mads Østergaard              | Uno-X Pro Cycling Team |
| 2                | Fabio Jakobsen    | Søren Wærenskjold  | Søren Wærenskjold     | Frederik Irgens           | Filippo Ridolfo              | Daniel Stampe                | Uno-X Pro Cycling Team |
| 3                | Mattias Skjelmose | Mattias Skjelmose  | Mads Pedersen         | Nicklas Amdi Pedersen     | Kasper Andersen              | Nicklas Amdi Pedersen        | Lidl-Trek              |
| 4                | Fabio Jakobsen    | Mattias Skjelmose  | Fabio Jakobsen        | Nicklas Amdi Pedersen     | Kasper Andersen              | Emil Vinjebo                 | Lidl-Trek              |
| 5                | Mads Pedersen     | Mads Pedersen      | Mads Pedersen         | Nicklas Amdi Pedersen     | Logan Currie                 | non-décerné                  | Lidl-Trek              |
| Classement final | Classement final  | Mads Pedersen      | Mads Pedersen         | Nicklas Amdi Pedersen     | Logan Currie                 | Mads Østergaard              | Lidl-Trek              |

## Liste des participants
| Lidl-Trek LTK | Lidl-Trek LTK                   | Lidl-Trek LTK |
| ------------- | ------------------------------- | ------------- |
| Num           | Coureur                         | Pos           |
| 1             | Julien Bernard (FRA)            | AB-3          |
| 2             | Daan Hoole (NED)                | 84e           |
| 3             | Jacopo Mosca (ITA)              | 51e           |
| 4             | Mads Pedersen (DEN)             | 1er           |
| 5             | Mattias Skjelmose (DEN) (route) | 2e            |
| 6             | Toms Skujiņš (LAT) (chrono)     | 9e            |
| 7             | Martin Pedersen (DEN)           | 122e          |

| Alpecin-Deceuninck ADC | Alpecin-Deceuninck ADC      | Alpecin-Deceuninck ADC |
| ---------------------- | --------------------------- | ---------------------- |
| Num                    | Coureur                     | Pos                    |
| 11                     | Søren Kragh Andersen (DEN)  | 29e                    |
| 12                     | Ramon Sinkeldam (NED)       | 61e                    |
| 13                     | Nicola Conci (ITA)          | 11e                    |
| 14                     | Oscar Riesebeek (NED)       | 50e                    |
| 15                     | Jensen Plowright (AUS)      | 80e                    |
| 16                     | Kristian Sbaragli (ITA)     | 20e                    |
| 17                     | Fabio Van den Bossche (BEL) | 40e                    |

| EF Education-EasyPost EFE | EF Education-EasyPost EFE    | EF Education-EasyPost EFE |
| ------------------------- | ---------------------------- | ------------------------- |
| Num                       | Coureur                      | Pos                       |
| 21                        | James Shaw (GBR)             | NP-5                      |
| 22                        | Magnus Cort Nielsen (DEN)    | 3e                        |
| 23                        | Stefan de Bod (RSA) (chrono) | 13e                       |
| 24                        | Mikkel Honoré (DEN)          | 34e                       |
| 25                        | Jonas Rutsch (GER)           | 47e                       |
| 26                        | Thomas Scully (NZL)          | 90e                       |
| 27                        | Michael Valgren (DEN)        | 35e                       |

| Soudal Quick-Step SOQ | Soudal Quick-Step SOQ        | Soudal Quick-Step SOQ |
| --------------------- | ---------------------------- | --------------------- |
| Num                   | Coureur                      | Pos                   |
| 31                    | Josef Černý (CZE)            | 100e                  |
| 32                    | Fabio Jakobsen (NED) (route) | 57e                   |
| 33                    | Michael Mørkøv (DEN)         | 55e                   |
| 34                    | Casper Pedersen (DEN)        | 26e                   |
| 35                    | Tim Declercq (BEL)           | NP-5                  |
| 36                    | Martin Svrček (SVK)          | 48e                   |
| 37                    | Mauri Vansevenant (BEL)      | AB-1                  |

| Team DSM-Firmenich DSM | Team DSM-Firmenich DSM     | Team DSM-Firmenich DSM |
| ---------------------- | -------------------------- | ---------------------- |
| Num                    | Coureur                    | Pos                    |
| 41                     | Tobias Lund Andresen (DEN) | 52e                    |
| 42                     | Marco Brenner (GER)        | 41e                    |
| 44                     | Tim Naberman (NED)         | NP-5                   |
| 45                     | Florian Stork (GER)        | 32e                    |
| 46                     | Martijn Tusveld (NED)      | 83e                    |
| 47                     | Enzo Leijnse (NED)         | 101e                   |

| Uno-X Pro Cycling Team UXT | Uno-X Pro Cycling Team UXT       | Uno-X Pro Cycling Team UXT |
| -------------------------- | -------------------------------- | -------------------------- |
| Num                        | Coureur                          | Pos                        |
| 51                         | Louis Bendixen (DEN)             | 86e                        |
| 52                         | Alfred Grenaae (DEN)             | 112e                       |
| 53                         | William Blume Levy (DEN)         | 85e                        |
| 54                         | Anthon Charmig (DEN)             | 36e                        |
| 55                         | Lasse Norman Leth (DEN)          | 87e                        |
| 56                         | Niklas Larsen (DEN)              | 30e                        |
| 57                         | Søren Wærenskjold (NOR) (chrono) | 4e                         |

| Lotto Dstny LTD | Lotto Dstny LTD          | Lotto Dstny LTD |
| --------------- | ------------------------ | --------------- |
| Num             | Coureur                  | Pos             |
| 61              | Sébastien Grignard (BEL) | 42e             |
| 62              | Joshua Giddings (GBR)    | 102e            |
| 63              | Harry Sweeny (AUS)       | 49e             |
| 64              | Jarne Van de Paar (BEL)  | AB-2            |
| 65              | Brent Van Moer (BEL)     | 7e              |
| 66              | Florian Vermeersch (BEL) | 5e              |
| 67              | Axel De Lie (BEL)        | 116e            |

| Tudor Pro Cycling Team TUD | Tudor Pro Cycling Team TUD     | Tudor Pro Cycling Team TUD |
| -------------------------- | ------------------------------ | -------------------------- |
| Num                        | Coureur                        | Pos                        |
| 71                         | Sebastian Kolze Changizi (DEN) | 45e                        |
| 72                         | Jacob Eriksson (SWE)           | 39e                        |
| 73                         | Lucas Eriksson (SWE) (route)   | 25e                        |
| 74                         | Alexander Kamp (DEN)           | 6e                         |
| 75                         | Simon Pellaud (SUI)            | 37e                        |
| 76                         | Luc Wirtgen (LUX)              | 88e                        |
| 77                         | Aivaras Mikutis (LTU) (chrono) | 106e                       |

| Green Project-Bardiani CSF-Faizanè BCF | Green Project-Bardiani CSF-Faizanè BCF | Green Project-Bardiani CSF-Faizanè BCF |
| -------------------------------------- | -------------------------------------- | -------------------------------------- |
| Num                                    | Coureur                                | Pos                                    |
| 81                                     | Luca Colnaghi (ITA)                    | 43e                                    |
| 82                                     | Riccardo Lucca (ITA)                   | 77e                                    |
| 83                                     | Filippo Magli (ITA)                    | 27e                                    |
| 84                                     | Alessio Nieri (ITA)                    | 93e                                    |
| 85                                     | Luca Paletti (ITA)                     | 71e                                    |
| 86                                     | Luca Rastelli (ITA)                    | 65e                                    |
| 87                                     | Alessandro Santaromita (ITA)           | 59e                                    |

| Bolton Equities Black Spoke Pro Cycling BEB | Bolton Equities Black Spoke Pro Cycling BEB | Bolton Equities Black Spoke Pro Cycling BEB |
| ------------------------------------------- | ------------------------------------------- | ------------------------------------------- |
| Num                                         | Coureur                                     | Pos                                         |
| 91                                          | Logan Currie (NZL)                          | 14e                                         |
| 92                                          | James Fouché (NZL)                          | 70e                                         |
| 93                                          | Aaron Gate (NZL) (chrono)                   | AB-3                                        |
| 94                                          | Ollie Jones (NZL)                           | NP-5                                        |
| 95                                          | Luke Mudgway (NZL)                          | 81e                                         |
| 96                                          | James Oram (NZL) (route)                    | 73e                                         |
| 97                                          | Mark Stewart (GBR)                          | 56e                                         |

| Q36.5 Pro Cycling Team Q36 | Q36.5 Pro Cycling Team Q36      | Q36.5 Pro Cycling Team Q36 |
| -------------------------- | ------------------------------- | -------------------------- |
| Num                        | Coureur                         | Pos                        |
| 101                        | Jack Bauer (NZL)                | 58e                        |
| 102                        | Tom Devriendt (BEL)             | AB-2                       |
| 103                        | Tobias Ludvigsson (SWE)         | 76e                        |
| 104                        | Matteo Moschetti (ITA)          | 64e                        |
| 105                        | Nicolò Parisini (ITA)           | 92e                        |
| 106                        | Szymon Sajnok (POL)             | 53e                        |
| 107                        | Nickolas Zukowsky (CAN) (route) | 21e                        |

| Human Powered Health HPM | Human Powered Health HPM       | Human Powered Health HPM |
| ------------------------ | ------------------------------ | ------------------------ |
| Num                      | Coureur                        | Pos                      |
| 111                      | Stanisław Aniołkowski (POL)    | 98e                      |
| 112                      | Alan Banaszek (POL) (route)    | 104e                     |
| 113                      | Stephen Bassett (USA)          | 54e                      |
| 114                      | Charles-Étienne Chrétien (CAN) | 38e                      |
| 115                      | Chad Haga (USA)                | NP-2                     |
| 116                      | Wessel Krul (NED)              | 109e                     |
| 117                      | Barnabás Peák (HUN)            | 110e                     |

| Team Flanders-Baloise TFB | Team Flanders-Baloise TFB | Team Flanders-Baloise TFB |
| ------------------------- | ------------------------- | ------------------------- |
| Num                       | Coureur                   | Pos                       |
| 121                       | Ruben Apers (BEL)         | 19e                       |
| 122                       | Jenno Berckmoes (BEL)     | 31e                       |
| 123                       | Vito Braet (BEL)          | 18e                       |
| 124                       | Gilles De Wilde (BEL)     | NP-2                      |
| 125                       | Tuur Dens (BEL)           | 94e                       |
| 127                       | Jules Hesters (BEL)       | 115e                      |

| Team Novo Nordisk TNN | Team Novo Nordisk TNN   | Team Novo Nordisk TNN |
| --------------------- | ----------------------- | --------------------- |
| Num                   | Coureur                 | Pos                   |
| 131                   | Andrea Peron (ITA)      | 66e                   |
| 132                   | Matyáš Kopecký (CZE)    | 28e                   |
| 133                   | Péter Kusztor (HUN)     | 114e                  |
| 134                   | Filippo Ridolfo (ITA)   | 60e                   |
| 135                   | Hamish Beadle (NZL)     | 113e                  |
| 136                   | Quinten De Graeve (BEL) | 111e                  |
| 137                   | Declan Irvine (AUS)     | 96e                   |

| HRE Mazowsze Serce Polski MSP | HRE Mazowsze Serce Polski MSP | HRE Mazowsze Serce Polski MSP |
| ----------------------------- | ----------------------------- | ----------------------------- |
| Num                           | Coureur                       | Pos                           |
| 141                           | Jeppe Aaskov Pallesen (DEN)   | 62e                           |
| 142                           | Norbert Banaszek (POL)        | 95e                           |
| 143                           | Marcin Budziński (POL)        | 16e                           |
| 144                           | Tomasz Budziński (POL)        | 24e                           |
| 145                           | Adrian Banaszek (POL)         | 123e                          |
| 146                           | Jakub Kaczmarek (POL)         | 22e                           |
| 147                           | Tobiasz Pawlak (POL)          | 117e                          |

| ColoQuick TCQ | ColoQuick TCQ               | ColoQuick TCQ |
| ------------- | --------------------------- | ------------- |
| Num           | Coureur                     | Pos           |
| 151           | Nicklas Amdi Pedersen (DEN) | 69e           |
| 152           | Emil Toudal (DEN)           | 108e          |
| 153           | Tobias Svarre (DEN)         | 17e           |
| 154           | Henrik Pedersen (DEN)       | 67e           |
| 155           | Frederik Muff (DEN)         | 119e          |
| 156           | Simon Bak (DEN)             | 15e           |
| 157           | Sebastian Nielsen (DEN)     | 74e           |

| Leopard TOGT Pro Cycling LTP | Leopard TOGT Pro Cycling LTP | Leopard TOGT Pro Cycling LTP |
| ---------------------------- | ---------------------------- | ---------------------------- |
| Num                          | Coureur                      | Pos                          |
| 161                          | Mathias Bregnhøj (DEN)       | 8e                           |
| 162                          | Andreas Stokbro (DEN)        | 12e                          |
| 163                          | Mads Østergaard (DEN)        | 97e                          |
| 164                          | Emil Vinjebo (DEN)           | 44e                          |
| 165                          | Robin Juel Skivild (DEN)     | 33e                          |
| 166                          | Miguel Heidemann (GER)       | 72e                          |
| 167                          | Tobias Aagaard Hansen (DEN)  | AB-4                         |

| Restaurant Suri-Carl Ras GSH | Restaurant Suri-Carl Ras GSH | Restaurant Suri-Carl Ras GSH |
| ---------------------------- | ---------------------------- | ---------------------------- |
| Num                          | Coureur                      | Pos                          |
| 171                          | Magnus Bak Klaris (DEN)      | 10e                          |
| 172                          | Rasmus Bøgh Wallin (DEN)     | 89e                          |
| 173                          | Daniel Stampe (DEN)          | 68e                          |
| 174                          | Jakob Egholm (DEN)           | 105e                         |
| 175                          | Mathias Larsen (DEN)         | 121e                         |
| 176                          | Oscar Bluhm (DEN)            | 107e                         |
| 177                          | Kristian Egholm (DEN)        | AB-3                         |

| BHS-PL Beton Bornholm BPC | BHS-PL Beton Bornholm BPC       | BHS-PL Beton Bornholm BPC |
| ------------------------- | ------------------------------- | ------------------------- |
| Num                       | Coureur                         | Pos                       |
| 181                       | Martin Toft Madsen (DEN)        | 118e                      |
| 182                       | Frederik Irgens (DEN)           | 63e                       |
| 183                       | Nikolaj Mengel (DEN)            | 78e                       |
| 184                       | Mads-Emil Dupont Hougaard (DEN) | 82e                       |
| 185                       | Sebastian Ryttersgaard (DEN)    | AB-1                      |
| 186                       | Boas Lysgaard (DEN)             | 103e                      |
| 187                       | Emil Schandorff Iwersen (DEN)   | 91e                       |

| Danemark DEN | Danemark DEN           | Danemark DEN |
| ------------ | ---------------------- | ------------ |
| Num          | Coureur                | Pos          |
| 191          | Julius Johansen        | 46e          |
| 192          | Alexander Salby        | 75e          |
| 193          | Kasper Andersen        | 23e          |
| 194          | Rasmus Søjberg         | 120e         |
| 195          | Jacob Schebye          | 99e          |
| 196          | Kevin Biehl            | 79e          |
| 197          | Aksel Bech Skot-Hansen | AB-1         |

| Lidl-Trek LTK | Lidl-Trek LTK                   | Lidl-Trek LTK |
| ------------- | ------------------------------- | ------------- |
| Num           | Coureur                         | Pos           |
| 1             | Julien Bernard (FRA)            | AB-3          |
| 2             | Daan Hoole (NED)                | 84e           |
| 3             | Jacopo Mosca (ITA)              | 51e           |
| 4             | Mads Pedersen (DEN)             | 1er           |
| 5             | Mattias Skjelmose (DEN) (route) | 2e            |
| 6             | Toms Skujiņš (LAT) (chrono)     | 9e            |
| 7             | Martin Pedersen (DEN)           | 122e          |

| Alpecin-Deceuninck ADC | Alpecin-Deceuninck ADC      | Alpecin-Deceuninck ADC |
| ---------------------- | --------------------------- | ---------------------- |
| Num                    | Coureur                     | Pos                    |
| 11                     | Søren Kragh Andersen (DEN)  | 29e                    |
| 12                     | Ramon Sinkeldam (NED)       | 61e                    |
| 13                     | Nicola Conci (ITA)          | 11e                    |
| 14                     | Oscar Riesebeek (NED)       | 50e                    |
| 15                     | Jensen Plowright (AUS)      | 80e                    |
| 16                     | Kristian Sbaragli (ITA)     | 20e                    |
| 17                     | Fabio Van den Bossche (BEL) | 40e                    |

| EF Education-EasyPost EFE | EF Education-EasyPost EFE    | EF Education-EasyPost EFE |
| ------------------------- | ---------------------------- | ------------------------- |
| Num                       | Coureur                      | Pos                       |
| 21                        | James Shaw (GBR)             | NP-5                      |
| 22                        | Magnus Cort Nielsen (DEN)    | 3e                        |
| 23                        | Stefan de Bod (RSA) (chrono) | 13e                       |
| 24                        | Mikkel Honoré (DEN)          | 34e                       |
| 25                        | Jonas Rutsch (GER)           | 47e                       |
| 26                        | Thomas Scully (NZL)          | 90e                       |
| 27                        | Michael Valgren (DEN)        | 35e                       |

| Soudal Quick-Step SOQ | Soudal Quick-Step SOQ        | Soudal Quick-Step SOQ |
| --------------------- | ---------------------------- | --------------------- |
| Num                   | Coureur                      | Pos                   |
| 31                    | Josef Černý (CZE)            | 100e                  |
| 32                    | Fabio Jakobsen (NED) (route) | 57e                   |
| 33                    | Michael Mørkøv (DEN)         | 55e                   |
| 34                    | Casper Pedersen (DEN)        | 26e                   |
| 35                    | Tim Declercq (BEL)           | NP-5                  |
| 36                    | Martin Svrček (SVK)          | 48e                   |
| 37                    | Mauri Vansevenant (BEL)      | AB-1                  |

| Team DSM-Firmenich DSM | Team DSM-Firmenich DSM     | Team DSM-Firmenich DSM |
| ---------------------- | -------------------------- | ---------------------- |
| Num                    | Coureur                    | Pos                    |
| 41                     | Tobias Lund Andresen (DEN) | 52e                    |
| 42                     | Marco Brenner (GER)        | 41e                    |
| 44                     | Tim Naberman (NED)         | NP-5                   |
| 45                     | Florian Stork (GER)        | 32e                    |
| 46                     | Martijn Tusveld (NED)      | 83e                    |
| 47                     | Enzo Leijnse (NED)         | 101e                   |

| Uno-X Pro Cycling Team UXT | Uno-X Pro Cycling Team UXT       | Uno-X Pro Cycling Team UXT |
| -------------------------- | -------------------------------- | -------------------------- |
| Num                        | Coureur                          | Pos                        |
| 51                         | Louis Bendixen (DEN)             | 86e                        |
| 52                         | Alfred Grenaae (DEN)             | 112e                       |
| 53                         | William Blume Levy (DEN)         | 85e                        |
| 54                         | Anthon Charmig (DEN)             | 36e                        |
| 55                         | Lasse Norman Leth (DEN)          | 87e                        |
| 56                         | Niklas Larsen (DEN)              | 30e                        |
| 57                         | Søren Wærenskjold (NOR) (chrono) | 4e                         |

| Lotto Dstny LTD | Lotto Dstny LTD          | Lotto Dstny LTD |
| --------------- | ------------------------ | --------------- |
| Num             | Coureur                  | Pos             |
| 61              | Sébastien Grignard (BEL) | 42e             |
| 62              | Joshua Giddings (GBR)    | 102e            |
| 63              | Harry Sweeny (AUS)       | 49e             |
| 64              | Jarne Van de Paar (BEL)  | AB-2            |
| 65              | Brent Van Moer (BEL)     | 7e              |
| 66              | Florian Vermeersch (BEL) | 5e              |
| 67              | Axel De Lie (BEL)        | 116e            |

| Tudor Pro Cycling Team TUD | Tudor Pro Cycling Team TUD     | Tudor Pro Cycling Team TUD |
| -------------------------- | ------------------------------ | -------------------------- |
| Num                        | Coureur                        | Pos                        |
| 71                         | Sebastian Kolze Changizi (DEN) | 45e                        |
| 72                         | Jacob Eriksson (SWE)           | 39e                        |
| 73                         | Lucas Eriksson (SWE) (route)   | 25e                        |
| 74                         | Alexander Kamp (DEN)           | 6e                         |
| 75                         | Simon Pellaud (SUI)            | 37e                        |
| 76                         | Luc Wirtgen (LUX)              | 88e                        |
| 77                         | Aivaras Mikutis (LTU) (chrono) | 106e                       |

| Green Project-Bardiani CSF-Faizanè BCF | Green Project-Bardiani CSF-Faizanè BCF | Green Project-Bardiani CSF-Faizanè BCF |
| -------------------------------------- | -------------------------------------- | -------------------------------------- |
| Num                                    | Coureur                                | Pos                                    |
| 81                                     | Luca Colnaghi (ITA)                    | 43e                                    |
| 82                                     | Riccardo Lucca (ITA)                   | 77e                                    |
| 83                                     | Filippo Magli (ITA)                    | 27e                                    |
| 84                                     | Alessio Nieri (ITA)                    | 93e                                    |
| 85                                     | Luca Paletti (ITA)                     | 71e                                    |
| 86                                     | Luca Rastelli (ITA)                    | 65e                                    |
| 87                                     | Alessandro Santaromita (ITA)           | 59e                                    |

| Bolton Equities Black Spoke Pro Cycling BEB | Bolton Equities Black Spoke Pro Cycling BEB | Bolton Equities Black Spoke Pro Cycling BEB |
| ------------------------------------------- | ------------------------------------------- | ------------------------------------------- |
| Num                                         | Coureur                                     | Pos                                         |
| 91                                          | Logan Currie (NZL)                          | 14e                                         |
| 92                                          | James Fouché (NZL)                          | 70e                                         |
| 93                                          | Aaron Gate (NZL) (chrono)                   | AB-3                                        |
| 94                                          | Ollie Jones (NZL)                           | NP-5                                        |
| 95                                          | Luke Mudgway (NZL)                          | 81e                                         |
| 96                                          | James Oram (NZL) (route)                    | 73e                                         |
| 97                                          | Mark Stewart (GBR)                          | 56e                                         |

| Q36.5 Pro Cycling Team Q36 | Q36.5 Pro Cycling Team Q36      | Q36.5 Pro Cycling Team Q36 |
| -------------------------- | ------------------------------- | -------------------------- |
| Num                        | Coureur                         | Pos                        |
| 101                        | Jack Bauer (NZL)                | 58e                        |
| 102                        | Tom Devriendt (BEL)             | AB-2                       |
| 103                        | Tobias Ludvigsson (SWE)         | 76e                        |
| 104                        | Matteo Moschetti (ITA)          | 64e                        |
| 105                        | Nicolò Parisini (ITA)           | 92e                        |
| 106                        | Szymon Sajnok (POL)             | 53e                        |
| 107                        | Nickolas Zukowsky (CAN) (route) | 21e                        |

| Human Powered Health HPM | Human Powered Health HPM       | Human Powered Health HPM |
| ------------------------ | ------------------------------ | ------------------------ |
| Num                      | Coureur                        | Pos                      |
| 111                      | Stanisław Aniołkowski (POL)    | 98e                      |
| 112                      | Alan Banaszek (POL) (route)    | 104e                     |
| 113                      | Stephen Bassett (USA)          | 54e                      |
| 114                      | Charles-Étienne Chrétien (CAN) | 38e                      |
| 115                      | Chad Haga (USA)                | NP-2                     |
| 116                      | Wessel Krul (NED)              | 109e                     |
| 117                      | Barnabás Peák (HUN)            | 110e                     |

| Team Flanders-Baloise TFB | Team Flanders-Baloise TFB | Team Flanders-Baloise TFB |
| ------------------------- | ------------------------- | ------------------------- |
| Num                       | Coureur                   | Pos                       |
| 121                       | Ruben Apers (BEL)         | 19e                       |
| 122                       | Jenno Berckmoes (BEL)     | 31e                       |
| 123                       | Vito Braet (BEL)          | 18e                       |
| 124                       | Gilles De Wilde (BEL)     | NP-2                      |
| 125                       | Tuur Dens (BEL)           | 94e                       |
| 127                       | Jules Hesters (BEL)       | 115e                      |

| Team Novo Nordisk TNN | Team Novo Nordisk TNN   | Team Novo Nordisk TNN |
| --------------------- | ----------------------- | --------------------- |
| Num                   | Coureur                 | Pos                   |
| 131                   | Andrea Peron (ITA)      | 66e                   |
| 132                   | Matyáš Kopecký (CZE)    | 28e                   |
| 133                   | Péter Kusztor (HUN)     | 114e                  |
| 134                   | Filippo Ridolfo (ITA)   | 60e                   |
| 135                   | Hamish Beadle (NZL)     | 113e                  |
| 136                   | Quinten De Graeve (BEL) | 111e                  |
| 137                   | Declan Irvine (AUS)     | 96e                   |

| HRE Mazowsze Serce Polski MSP | HRE Mazowsze Serce Polski MSP | HRE Mazowsze Serce Polski MSP |
| ----------------------------- | ----------------------------- | ----------------------------- |
| Num                           | Coureur                       | Pos                           |
| 141                           | Jeppe Aaskov Pallesen (DEN)   | 62e                           |
| 142                           | Norbert Banaszek (POL)        | 95e                           |
| 143                           | Marcin Budziński (POL)        | 16e                           |
| 144                           | Tomasz Budziński (POL)        | 24e                           |
| 145                           | Adrian Banaszek (POL)         | 123e                          |
| 146                           | Jakub Kaczmarek (POL)         | 22e                           |
| 147                           | Tobiasz Pawlak (POL)          | 117e                          |

| ColoQuick TCQ | ColoQuick TCQ               | ColoQuick TCQ |
| ------------- | --------------------------- | ------------- |
| Num           | Coureur                     | Pos           |
| 151           | Nicklas Amdi Pedersen (DEN) | 69e           |
| 152           | Emil Toudal (DEN)           | 108e          |
| 153           | Tobias Svarre (DEN)         | 17e           |
| 154           | Henrik Pedersen (DEN)       | 67e           |
| 155           | Frederik Muff (DEN)         | 119e          |
| 156           | Simon Bak (DEN)             | 15e           |
| 157           | Sebastian Nielsen (DEN)     | 74e           |

| Leopard TOGT Pro Cycling LTP | Leopard TOGT Pro Cycling LTP | Leopard TOGT Pro Cycling LTP |
| ---------------------------- | ---------------------------- | ---------------------------- |
| Num                          | Coureur                      | Pos                          |
| 161                          | Mathias Bregnhøj (DEN)       | 8e                           |
| 162                          | Andreas Stokbro (DEN)        | 12e                          |
| 163                          | Mads Østergaard (DEN)        | 97e                          |
| 164                          | Emil Vinjebo (DEN)           | 44e                          |
| 165                          | Robin Juel Skivild (DEN)     | 33e                          |
| 166                          | Miguel Heidemann (GER)       | 72e                          |
| 167                          | Tobias Aagaard Hansen (DEN)  | AB-4                         |

| Restaurant Suri-Carl Ras GSH | Restaurant Suri-Carl Ras GSH | Restaurant Suri-Carl Ras GSH |
| ---------------------------- | ---------------------------- | ---------------------------- |
| Num                          | Coureur                      | Pos                          |
| 171                          | Magnus Bak Klaris (DEN)      | 10e                          |
| 172                          | Rasmus Bøgh Wallin (DEN)     | 89e                          |
| 173                          | Daniel Stampe (DEN)          | 68e                          |
| 174                          | Jakob Egholm (DEN)           | 105e                         |
| 175                          | Mathias Larsen (DEN)         | 121e                         |
| 176                          | Oscar Bluhm (DEN)            | 107e                         |
| 177                          | Kristian Egholm (DEN)        | AB-3                         |

| BHS-PL Beton Bornholm BPC | BHS-PL Beton Bornholm BPC       | BHS-PL Beton Bornholm BPC |
| ------------------------- | ------------------------------- | ------------------------- |
| Num                       | Coureur                         | Pos                       |
| 181                       | Martin Toft Madsen (DEN)        | 118e                      |
| 182                       | Frederik Irgens (DEN)           | 63e                       |
| 183                       | Nikolaj Mengel (DEN)            | 78e                       |
| 184                       | Mads-Emil Dupont Hougaard (DEN) | 82e                       |
| 185                       | Sebastian Ryttersgaard (DEN)    | AB-1                      |
| 186                       | Boas Lysgaard (DEN)             | 103e                      |
| 187                       | Emil Schandorff Iwersen (DEN)   | 91e                       |

| Danemark DEN | Danemark DEN           | Danemark DEN |
| ------------ | ---------------------- | ------------ |
| Num          | Coureur                | Pos          |
| 191          | Julius Johansen        | 46e          |
| 192          | Alexander Salby        | 75e          |
| 193          | Kasper Andersen        | 23e          |
| 194          | Rasmus Søjberg         | 120e         |
| 195          | Jacob Schebye          | 99e          |
| 196          | Kevin Biehl            | 79e          |
| 197          | Aksel Bech Skot-Hansen | AB-1         |